# Topographia Windhagiana

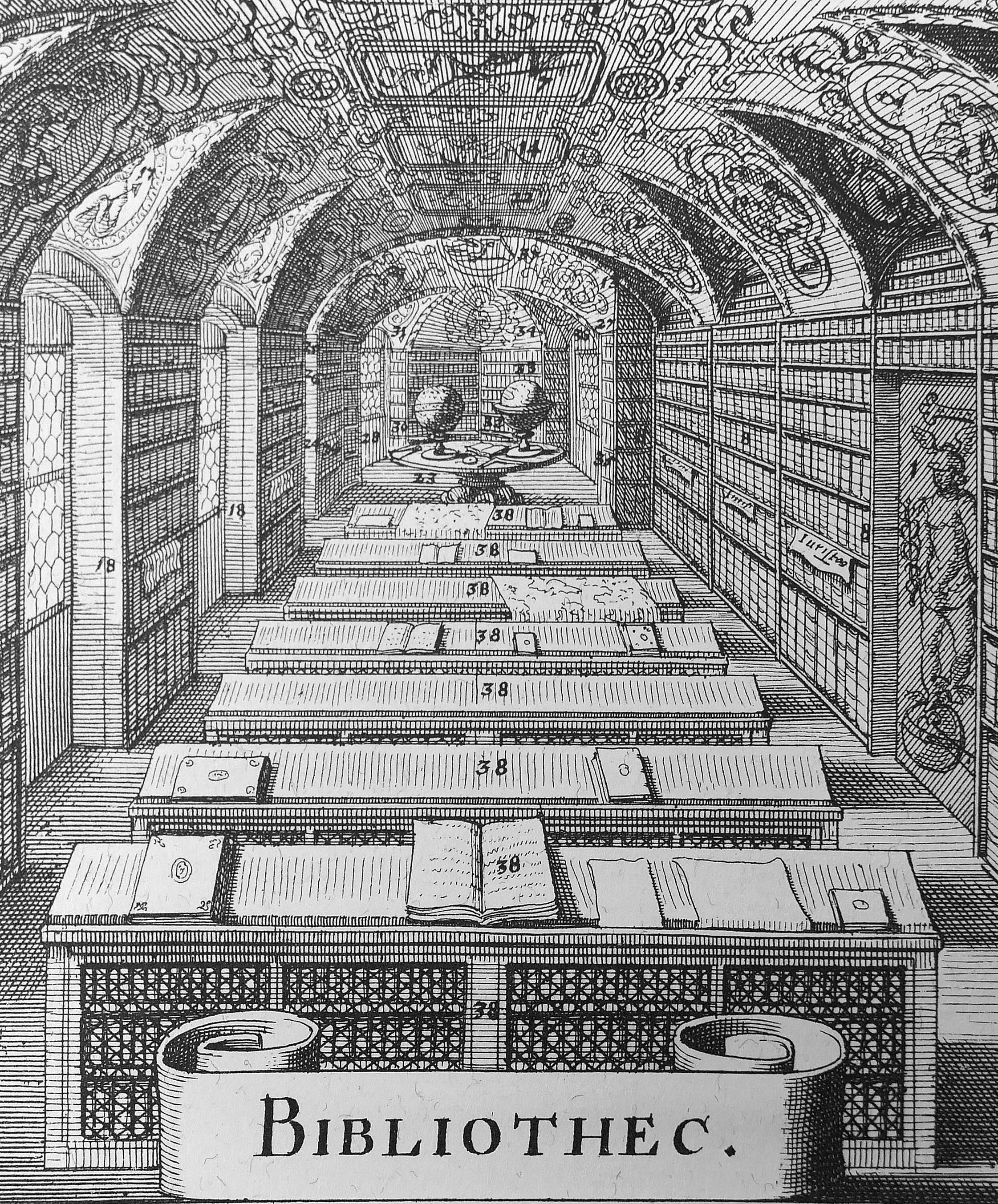
Bibliotheca Windhagiana. Abgebildet in der Topografia Windhagiana.

Topographia Windhagiana (aucta) des Joachim Enzmilner, Graf von Windhaag, ist die erste Herrschaftstopografie Österreichs.

## Beschreibung
Die Topographia Windhagiana wurde im Auftrag von Joachim Enzmilner, Graf von Windhaag, von Clemens Beutler (* 1624, † 1682) gezeichnet, von Pater Hyacinth Marian Fidler mit begleitenden Texten versehen und zunächst vom Frankfurter Buchhändler und Kupferstecher Caspar Merian im Anhang seiner Topographia Germaniae veröffentlicht. 1656 wurde sie als eigenes Buch mit dem Titel Topographia Windhagiana und 1673 in einer erweiterten Ausgabe als Topographia Windhagiana aucta bei Leopold Voigt in Wien herausgegeben. Die Bildtafeln umfassen auch Ansichten von Werkstätten, Betrieben und Nebengebäuden der Enzmilnerischen Besitzungen und stellen damit ein bedeutendes Zeugnis adeligen Selbstverständnisses dar. Sie ist als Überlieferung der damaligen Lebensverhältnisse kulturgeschichtlich von Interesse.

## Inhalt

### Erste Auflage
Die von Joachim Enzmilner 1636 erworbene Herrschaft Windhag im Mühlviertel und die 1653 erworbene Herrschaft Reichenau am Freiwald (heute Katastralgemeinde von Bad Großpertholz) mit Groß-Pertholz und Langschlag sind die Hauptobjekte der Darstellung in der ersten, aus 21 Bildtafeln bestehenden, 1656 erschienenen Topographie. Weiters finden sich darin noch das Windhag’sche Haus in Wien (1. Gemeindebezirk, Singerstraße), in Wien (9. Gemeindebezirk, Rossau) und das Mauthaus in Neumarkt an der Ybbs abgebildet und beschrieben. Bei weiteren zwei Bildern je vom Ebelsbergerhof (stattlicher Gutshof in Ebelsberg, nun Stadtteil von Linz) und von dem 1633 gekauften Linzer Haus (Hauptplatz 23) fehlen die beschreibenden Texte. 1963 wurde ein Faksimile dieser ersten Ausgabe der Topographia Windhagina vom Verlag Bärenreiter veröffentlicht.

### Zweite Auflage

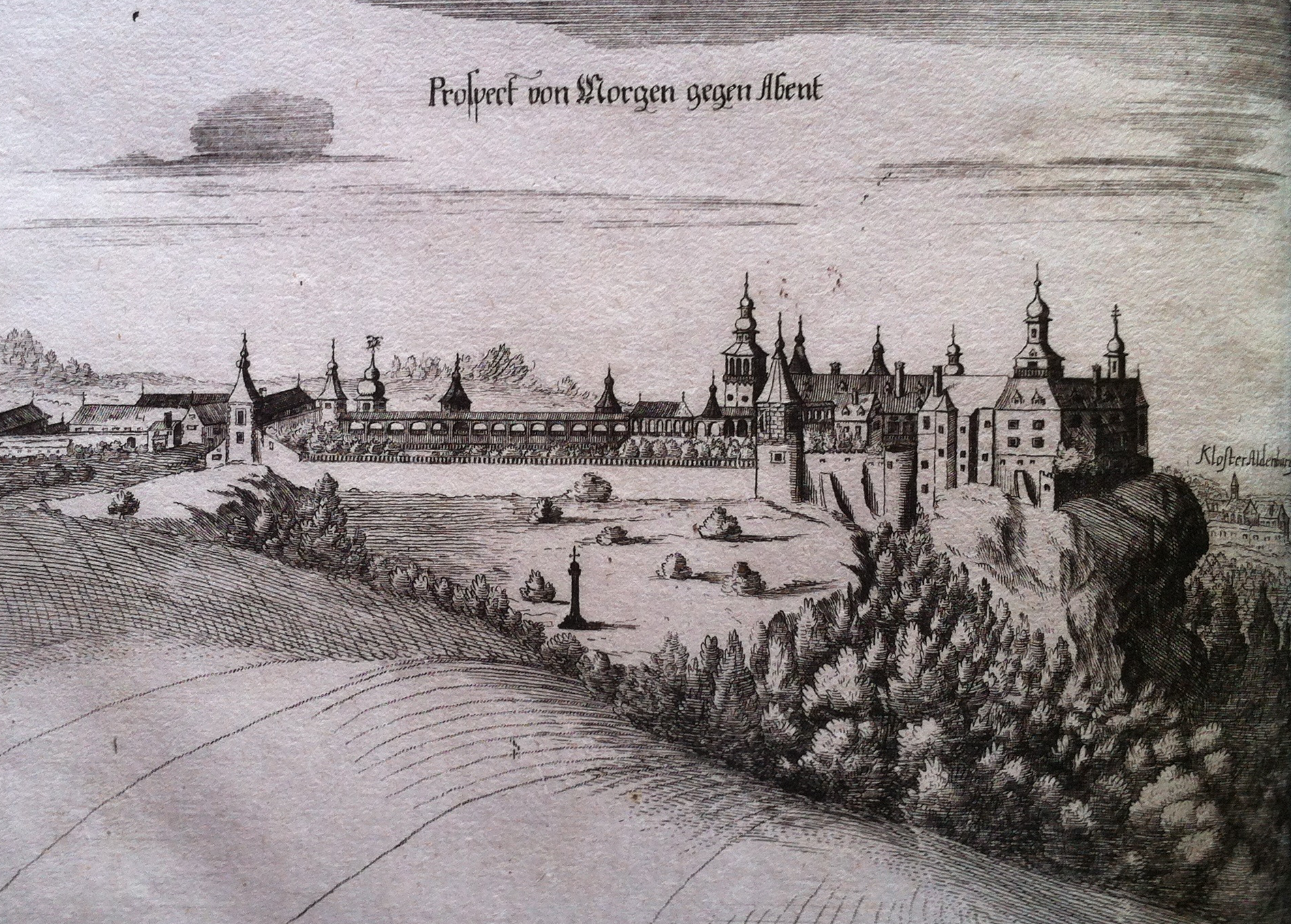
Schloss Rosenburg gegen Westen in der zweiten Auflage der Topographia Windhagiana

Bald wurde eine zweite Auflage der Topographia Windhagiana notwendig, weil Joachim Enzmilner weitere Liegenschaften an sich brachte. Diese 1673 gedruckte zweite Auflage umfasst zusätzlich zu den 21 Bildtafeln der ersten Auflage weiter 39, insgesamt also 60 Bildtafeln und ist mit einem wesentlich ausführlicherem Text versehen. Auch die in der ersten Ausgabe fehlenden Texte zum Ebelsbergerhof und zum Linzer Haus sind nun vorhanden, obwohl ersterer 1666 verkauft worden war. Die neu erworbenen und dargestellten Objekte sind insbesondere Groß-Poppen bei Allentsteig im Waldviertel (erworben 1656), die Herrschaften Neunzen und Rosenburg (1658) und die Herrschaft Rausmanns (1659).